# França nos Jogos Olímpicos de Inverno de 2010

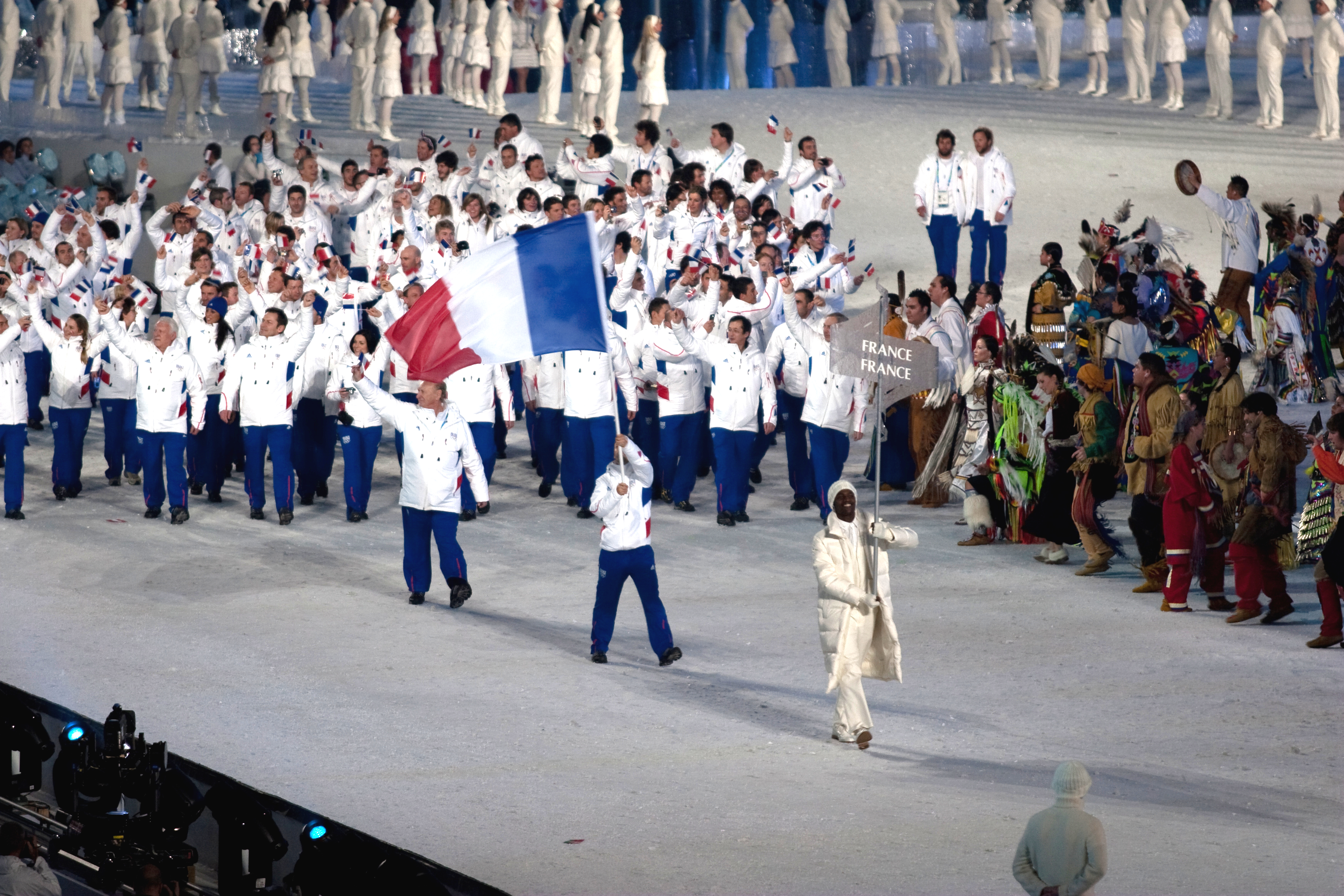
Delegação francesa durante a cerimônia de abertura.

A França participou dos Jogos Olímpicos de Inverno de 2010, realizados em Vancouver, no Canadá. O país esteve em todas as edições de Jogos Olímpicos de Inverno já realizadas.

### 

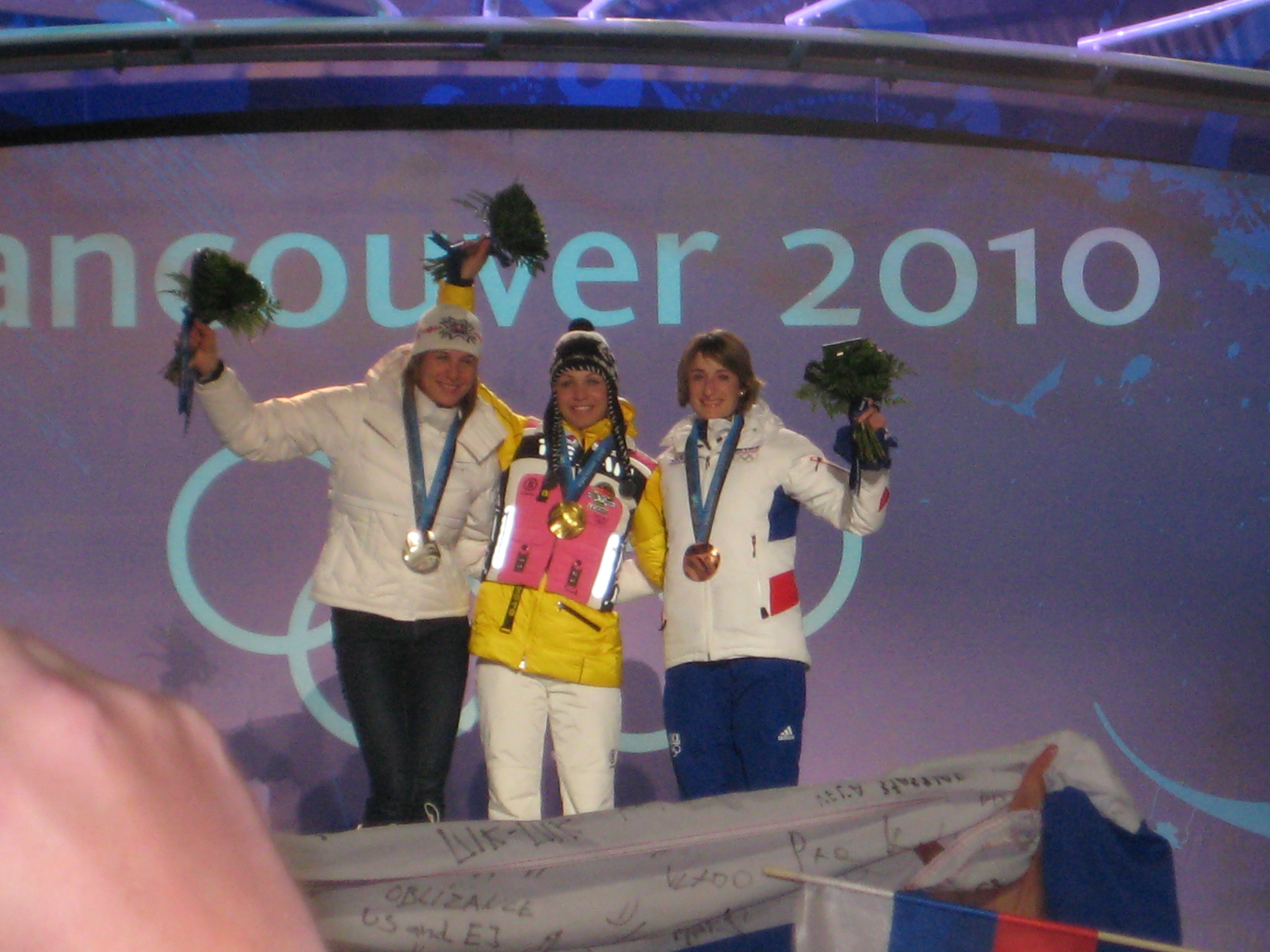
Marie-Laure Brunet (dir.) na cerimônia de entrega das medalhas.

## Medalhas
| Atleta                                                        | Esporte            | Evento                            | Medalha |
| ------------------------------------------------------------- | ------------------ | --------------------------------- | ------- |
| Jason Lamy-Chappuis                                           | Combinado nórdico  | Individual pista normal           | Ouro    |
| Vicent Jay                                                    | Biatlo             | Velocidade masculino              | Ouro    |
| Déborah Anthonioz                                             | Snowboard          | Snowboard cross feminino          | Prata   |
| Martin Fourcade                                               | Biatlo             | Largada coletiva masculina        | Prata   |
| Marie-Laure Brunet Sylvie Becaert Marie Dorin Sandrine Bailly | Biatlo             | Revezamento feminino              | Prata   |
| Marie Dorin                                                   | Biatlo             | Velocidade feminino               | Bronze  |
| Tony Ramoin                                                   | Snowboard          | Snowboard cross masculino         | Bronze  |
| Marie-Laure Brunet                                            | Biatlo             | Perseguição feminino              | Bronze  |
| Vincent Jay                                                   | Biatlo             | Perseguição masculino             | Bronze  |
| Marion Josserand                                              | Esqui estilo livre | Ski cross feminino                | Bronze  |
| Mathieu Bozzetto                                              | Snowboard          | Slalom gigante paralelo masculino | Bronze  |

## Desempenho

### Biatlo
Feminino
| Atleta                                                        | Evento            | Final     | Final       | Final             |
| Atleta                                                        | Evento            | Tempo     | Penalidades | Posição           |
| ------------------------------------------------------------- | ----------------- | --------- | ----------- | ----------------- |
| Sandrine Bailly                                               | Velocidade        | 20:45.3   | 2 (1+1)     | 15º               |
| Sandrine Bailly                                               | Perseguição       | 33:15.0   | 1 (1+0+1+3) | 27º               |
| Sandrine Bailly                                               | Individual        | 46:28.8   | 5 (1+0+3+1) | 52º               |
| Sandrine Bailly                                               | Largada coletiva  | 36:02.0   | 2 (0+0+2+0) | 7º                |
| Sylvie Becaert                                                | Velocidade        | 21:21.6   | 2 (1+1)     | 29º               |
| Sylvie Becaert                                                | Perseguição       | 33:34.8   | 3 (1+0+2+0) | 29º               |
| Sylvie Becaert                                                | Individual        | 44:13.2   | 3 (1+1+1+0) | 30º               |
| Marie-Laure Brunet                                            | Velocidade        | 20:23.3   | 0 (0+0)     | 6º                |
| Marie-Laure Brunet                                            | Perseguição       | 30:44.3   | 1 (1+0+1+3) | Medalha de bronze |
| Marie-Laure Brunet                                            | Individual        | 42:44.4   | 2 (0+1+0+1) | 12º               |
| Marie-Laure Brunet                                            | Largada coletiva  | 36:39.5   | 3 (0+0+1+2) | 15º               |
| Marie Dorin                                                   | Velocidade        | 20:06.5   | 0 (0+0)     | Medalha de bronze |
| Marie Dorin                                                   | Perseguição       | 32:03.2   | 2 (0+1+0+1) | 17º               |
| Marie Dorin                                                   | Individual        | 46:17.7   | 4 (2+1+0+1) | 51º               |
| Marie Dorin                                                   | Largada coletiva  | 36:40.9   | 1 (1+0+0+0) | 16º               |
| Marie-Laure Brunet Sylvie Becaert Marie Dorin Sandrine Bailly | Revezamento 4x5km | 1:10:09.1 | 2+4 0+4     | Medalha de prata  |

Masculino
| Atleta                                                      | Evento              | Final     | Final       | Final             |
| Atleta                                                      | Evento              | Tempo     | Penalidades | Posição           |
| ----------------------------------------------------------- | ------------------- | --------- | ----------- | ----------------- |
| Vincent Defrasne                                            | Velocidade          | 27:14.6   | 3 (2+1)     | 53º               |
| Vincent Defrasne                                            | Perseguição         | 35:35.6   | 0 (0+0+0+0) | 22º               |
| Vincent Defrasne                                            | Individual          | 52:14.9   | 3 (0+1+2+0) | 26º               |
| Martin Fourcade                                             | Velocidade          | 26:25.6   | 3 (3+0)     | 35º               |
| Martin Fourcade                                             | Perseguição         | 36:28.4   | 5 (1+0+2+2) | 34º               |
| Martin Fourcade                                             | Individual          | 50:55.4   | 3 (1+0+2+0) | 14º               |
| Martin Fourcade                                             | Largada coletiva    | 35:46.2   | 3 (2+0+0+1) | Medalha de prata  |
| Simon Fourcade                                              | Velocidade          | 27:53.0   | 4 (1+3)     | 71º               |
| Simon Fourcade                                              | Individual          | 53:06.2   | 4 (3+0+0+1) | 40º               |
| Simon Fourcade                                              | Largada coletiva    | 36:28.1   | 1 (0+1+0+0) | 14º               |
| Vincent Jay                                                 | Velocidade          | 24:07.8   | 3 (3+0)     | Medalha de ouro   |
| Vincent Jay                                                 | Perseguição         | 34:06.6   | 5 (1+0+2+2) | Medalha de bronze |
| Vincent Jay                                                 | Individual          | 54:37.5   | 4 (1+1+0+2) | 60º               |
| Vincent Jay                                                 | Largada coletiva    | 36:10.3   | 1 (0+0+0+1) | 8º                |
| Vincent Jay Vincent Defrasne Simon Fourcade Martin Fourcade | Revezamento 4x7,5km | 1:23:16.2 | 0+3 1+6     | 6º                |

### Combinado nórdico
| François Braud                                                       | Individual pista normal | 122.0 | 8º  | +0:54 | +2:05.2 | 34º             |
| François Braud                                                       | Individual pista longa  | 116.3 | 5º  | +0:43 | +1:26.7 | 14º             |
| Jonathan Felisaz                                                     | Individual pista normal | 112.0 | 30º | +1:34 | +1.38.2 | 28º             |
| Sebastien Lacroix                                                    | Individual pista normal | 113.0 | 29º | +1:30 | +1:09.2 | 19º             |
| Sebastien Lacroix                                                    | Individual pista longa  | 101.2 | 21º | +1:43 | +2:12.3 | 19º             |
| Maxime Laheurte                                                      | Individual pista longa  | 80.0  | 39º | +3:08 | +3:59.3 | 38º             |
| Jason Lamy-Chappuis                                                  | Individual pista normal | 124.0 | 5º  | +0:46 | 25:47.1 | Medalha de ouro |
| Jason Lamy-Chappuis                                                  | Individual pista longa  | 91.5  | 29º | +2:22 | +2:11.7 | 18º             |
| François Braud Sébastien Lacroix Maxime Laheurte Jason Lamy-Chappuis | Equipes                 | 474.7 | 5º  | +0:43 | +39.8   | 4º              |

### Curling
Masculino
| Equipe                                                                 | Primeira fase | Primeira fase | Play-off               | Semifinal              | Final                  | Pos.        |
| Equipe                                                                 | Adversário e resultado | Pos.          | Adversário e resultado | Adversário e resultado | Adversário e resultado | Pos.        |
| ---------------------------------------------------------------------- | --- | ------------- | ---------------------- | ---------------------- | ---------------------- | ----------- |
| Thomas Dufour Tony Angiboust Jan Ducroz Richard Ducroz Raphael Mathieu | CHN China V 6–5 GBR Grã-Bretanha D 4–9 CAN Canadá D 5–12 USA Estados Unidos D 3–4 GER Alemanha D 4–9 SWE Suécia V 5–4 NOR Noruega D 2–9 DEN Dinamarca V 6–5 SUI Suíça D 2–6 | 7º            | Não avançou            | Não avançou            | Não avançou            | Não avançou |

### Esqui alpino
Feminino
| Atleta                | Evento         | Corrida 1 | Corrida 2 | Total   | Pos. |
| --------------------- | -------------- | --------- | --------- | ------- | ---- |
| Sandrine Aubert       | Combinado      | 1:29.50   | 44.46     | 2:13.96 | 20º  |
| Sandrine Aubert       | Slalom         | 51.68     | 52.78     | 1:44.46 | 5º   |
| Ingrid Jacquemod      | Downhill       |           |           | 1:48.85 | 23º  |
| Ingrid Jacquemod      | Super-G        |           |           | 1:21.77 | 10º  |
| Aurelie Revillet      | Downhill       |           |           | 1:47.92 | 17º  |
| Aurelie Revillet      | Super-G        |           |           | 1:24.08 | 22º  |
| Marie Marchand-Arvier | Downhill       |           |           | 1:46.22 | 7º   |
| Marie Marchand-Arvier | Combinado      | 1:25.41   | 46.41     | 2:11.82 | 10º  |
| Marie Marchand-Arvier | Super-G        |           |           | DNF     | DNF  |
| Marion Rolland        | Downhill       |           |           | DNF     | DNF  |
| Taina Barioz          | Slalom gigante | 1:15.14   | 1:12.65   | 2:27.79 | 9º   |
| Olivia Bertrand       | Slalom gigante | 1:16.32   | 1:11.81   | 2:28.13 | 12º  |
| Anemone Marmottan     | Slalom gigante | 1:16.55   | 1:11.45   | 2:28.00 | 11º  |
| Tessa Worley          | Slalom gigante | 1:15.80   | 1:12.74   | 2:28.54 | 16º  |
| Anne-Sophie Barthet   | Slalom         | 53.82     | 54.01     | 1:47.83 | 26º  |
| Claire Dautherives    | Slalom         | DNF       | DNF       | DNF     | DNF  |
| Nastasia Noens        | Slalom         | 54.49     | 54.08     | 1:48.57 | 29º  |

Masculino
| Atleta                   | Evento         | Corrida 1 | Corrida 2 | Total   | Pos. |
| ------------------------ | -------------- | --------- | --------- | ------- | ---- |
| Thomas Mermillod Blondin | Combinado      | 1:56.50   | 52.12     | 2:48.62 | 19º  |
| Thomas Mermillod Blondin | Slalom         | 49.90     | 52.58     | 1:42.48 | 21º  |
| Thomas Mermillod Blondin | Slalom gigante | DNF       | DNF       | DNF     | DNF  |
| Johan Clarey             | Downhill       |           |           | 1:56.29 | 27º  |
| Johan Clarey             | Combinado      | DNF       | DNF       | DNF     | DNF  |
| Adrien Theaux            | Downhill       |           |           | 1:55.40 | 16º  |
| Adrien Theaux            | Combinado      | 1:55.05   | 52.92     | 2:47.97 | 12º  |
| Adrien Theaux            | Super-G        |           |           | 1:31.24 | 13º  |
| Julien Lizeroux          | Combinado      | 1:57.18   | 51.18     | 2:48.36 | 18º  |
| Julien Lizeroux          | Slalom         | 48.82     | 51.90     | 1:40.72 | 9º   |
| Gauthier de Tessieres    | Slalom gigante | 1:19.50   | DNF       | DNF     | DNF  |
| Gauthier de Tessieres    | Super-G        |           |           | 1:33.17 | 31º  |
| Guillermo Fayed          | Downhill       |           |           | 1:56.20 | 26º  |
| Guillermo Fayed          | Super-G        |           |           | 1:32.03 | 22º  |
| David Poisson            | Downhill       |           |           | 1:54.82 | 7º   |
| David Poisson            | Super-G        |           |           | DNF     | DNF  |
| Steve Missillier         | Slalom         | 49.49     | DNF       | DNF     | DNF  |
| Steve Missillier         | Slalom gigante | 1:18.20   | 1:21.23   | 2:39.43 | 13º  |
| Cyprien Richard          | Slalom gigante | 1:17.86   | DNF       | DNF     | DNF  |
| Maxime Tissot            | Slalom         | 49.52     | 52.02     | 1:41.54 | 16º  |

### Esqui cross-country
Feminino
| Atleta                                                               | Evento                 | Qualificatória | Qualificatória | Quartas-de-final | Quartas-de-final | Semifinal   | Semifinal   | Final       | Final       |
| Atleta                                                               | Evento                 | Tempo          | Pos.           | Tempo            | Pos.             | Tempo       | Pos.        | Tempo       | Pos.        |
| -------------------------------------------------------------------- | ---------------------- | -------------- | -------------- | ---------------- | ---------------- | ----------- | ----------- | ----------- | ----------- |
| Karine Laurent Philippot                                             | 10 km livre            |                |                |                  |                  |             |             | 26:27.9     | 26º         |
| Karine Laurent Philippot                                             | Perseguição combinada  |                |                |                  |                  |             |             | 42:21.2     | 19º         |
| Karine Laurent Philippot                                             | Largada coletiva       |                |                |                  |                  |             |             | 1:33:11.4   | 10º         |
| Aurore Cuinet                                                        | 10 km livre            |                |                |                  |                  |             |             | 27:30.2     | 46º         |
| Aurore Cuinet                                                        | Perseguição combinada  |                |                |                  |                  |             |             | 42:51.7     | 32º         |
| Aurore Cuinet                                                        | Largada coletiva       |                |                |                  |                  |             |             | 1:33:58.3   | 14º         |
| Aurore Cuinet                                                        | Velocidade             | 3:48.52        | 23º            | 3:48.7           | 5º               | Não avançou | Não avançou | Não avançou | Não avançou |
| Celia Bourgeois                                                      | 10 km livre            |                |                |                  |                  |             |             | 27:31.4     | 47º         |
| Laure Barthélémy                                                     | 10 km livre            |                |                |                  |                  |             |             | 28:43.9     | 61º         |
| Cecile Storti                                                        | Perseguição combinada  |                |                |                  |                  |             |             | 44:24.3     | 44º         |
| Cecile Storti                                                        | Largada coletiva       |                |                |                  |                  |             |             | DNF         | DNF         |
| Emilie Vina                                                          | Perseguição combinada  |                |                |                  |                  |             |             | 44:45.0     | 48º         |
| Karine Laurent Philippot Laure Barthélémy                            | Velocidade por equipes |                |                |                  |                  | 18:42.2     | 1º          | 19:04.2     | 9º          |
| Aurore Cuinet Karine Laurent Philippot Celia Bourgeois Cecile Storti | Revezamento 4x5 km     |                |                |                  |                  |             |             | 56:30.6     | 6º          |

Masculino
| Atleta                                                               | Evento                 | Qualificatória | Qualificatória | Quartas-de-final | Quartas-de-final | Semifinal   | Semifinal   | Final       | Final       |
| Atleta                                                               | Evento                 | Tempo          | Pos.           | Tempo            | Pos.             | Tempo       | Pos.        | Tempo       | Pos.        |
| -------------------------------------------------------------------- | ---------------------- | -------------- | -------------- | ---------------- | ---------------- | ----------- | ----------- | ----------- | ----------- |
| Vincent Vittoz                                                       | 15 km livre            |                |                |                  |                  |             |             | 34:16.2     | 5º          |
| Vincent Vittoz                                                       | Perseguição combinada  |                |                |                  |                  |             |             | 1:16:23.4   | 15º         |
| Vincent Vittoz                                                       | Largada coletiva       |                |                |                  |                  |             |             | 2:05:49.6   | 13º         |
| Maurice Manificat                                                    | 15 km livre            |                |                |                  |                  |             |             | 34:27.4     | 6º          |
| Maurice Manificat                                                    | Perseguição combinada  |                |                |                  |                  |             |             | 1:17:58.2   | 26º         |
| Emmanuel Jonnier                                                     | 15 km livre            |                |                |                  |                  |             |             | 34:55.1     | 20º         |
| Jean-Marc Gaillard                                                   | 15 km livre            |                |                |                  |                  |             |             | 35:20.5     | 32º         |
| Jean-Marc Gaillard                                                   | Perseguição combinada  |                |                |                  |                  |             |             | 1:19:48.1   | 30º         |
| Jean-Marc Gaillard                                                   | Largada coletiva       |                |                |                  |                  |             |             | 2:06:38.0   | 19º         |
| Robin Duvillard                                                      | Perseguição combinada  |                |                |                  |                  |             |             | 1:23:57.6   | 50º         |
| Cyril Miranda                                                        | Largada coletiva       |                |                |                  |                  |             |             | 2:11:56.9   | 38º         |
| Cyril Miranda                                                        | Velocidade             | 3:38.83        | 17º            | 3:37.3           | 3º               | Não avançou | Não avançou | Não avançou | Não avançou |
| Roddy Darragon                                                       | Velocidade             | 3:41.88        | 31º            | Não avançou      | Não avançou      | Não avançou | Não avançou | Não avançou | Não avançou |
| Vincent Vittoz Cyril Miranda                                         | Velocidade por equipes |                |                |                  |                  | 18:43.8     | 2º          | 19:18.7     | 7º          |
| Jean-Marc Gaillard Vincent Vittoz Maurice Manificat Emmanuel Jonnier | Revezamento 4x10 km    |                |                |                  |                  |             |             | 1:45:26.3   | 4º          |

### Esqui estilo livre
Feminino
| Atleta           | Evento    | Preliminar | Preliminar | Oitavas | Quartas     | Semifinal   | Final       | Final             |
| Atleta           | Evento    | Tempo      | Pos.       | Posição | Posição     | Posição     | Posição     | Pos.              |
| ---------------- | --------- | ---------- | ---------- | ------- | ----------- | ----------- | ----------- | ----------------- |
| Ophélie David    | Ski cross | 1:18.14    | 6º         | 1º      | 4º          | Não avançou | Não avançou | Não avançou       |
| Chloe Georges    | Ski cross | 1:22.03    | 28º        | 4º      | Não avançou | Não avançou | Não avançou | Não avançou       |
| Marion Josserand | Ski cross | 1:19.42    | 13º        | 2º      | 2º          | 2º          | 3º          | Medalha de bronze |

Masculino
| Atleta         | Evento | Preliminar | Preliminar | Final       | Final       |
| Atleta         | Evento | Pontos     | Pos.       | Pontos      | Pos.        |
| -------------- | ------ | ---------- | ---------- | ----------- | ----------- |
| Anthony Benna  | Moguls | NM         | NM         | Não avançou | Não avançou |
| Arnaud Burille | Moguls | 22.58      | 22º        | Não avançou | Não avançou |
| Guilbaut Colas | Moguls | 25.93      | 1º         | 25.74       | 6º          |
| Pierre Ochs    | Moguls | 23.19      | 17º        | 23.62       | 12º         |

| Atleta            | Evento    | Preliminar | Preliminar | Oitavas | Quartas     | Semifinal   | Final            | Final       |
| Atleta            | Evento    | Tempo      | Pos.       | Posição | Posição     | Posição     | Posição          | Pos.        |
| ----------------- | --------- | ---------- | ---------- | ------- | ----------- | ----------- | ---------------- | ----------- |
| Enak Gavaggio     | Ski cross | 1:13.90    | 13º        | 1º      | 1º          | 4º          | Pequena final 1º | 5º          |
| Xavier Kuhn       | Ski cross | 1:12.91    | 3º         | 4º      | Não avançou | Não avançou | Não avançou      | Não avançou |
| Sylvain Miaillier | Ski cross | 1:13.91    | 14º        | 1º      | 3º          | Não avançou | Não avançou      | Não avançou |
| Ted Piccard       | Ski cross | 1:14.10    | 16º        | 4º      | Não avançou | Não avançou | Não avançou      | Não avançou |

### Luge
Masculino
| Atleta       | Evento     | Final      | Final      | Final      | Final      | Final    | Final |
| Atleta       | Evento     | 1ª corrida | 2ª corrida | 3ª corrida | 4ª corrida | Total    | Pos.  |
| ------------ | ---------- | ---------- | ---------- | ---------- | ---------- | -------- | ----- |
| Thomas Girod | Individual | 49.077     | 49.192     | 49.294     | 49.157     | 3:16.850 | 22º   |

### Patinação artística
| Atleta                        | Evento               | Programa curto | Programa curto | Programa livre | Programa livre | Total  | Total |
| Atleta                        | Evento               | Pontos         | Pos.           | Pontos         | Pos.           | Pontos | Pos.  |
| ----------------------------- | -------------------- | -------------- | -------------- | -------------- | -------------- | ------ | ----- |
| Florent Amodio                | Individual masculino | 75.35          | 11º            | 134.95         | 15º            | 210.30 | 12º   |
| Brian Joubert                 | Individual masculino | 68.00          | 18º            | 132.22         | 16º            | 200.22 | 16º   |
| Vanessa James Yannick Bonheur | Duplas               | 51.16          | 15º            | 93.94          | 14º            | 145.10 | 14º   |

| Atletas                               | Evento        | Dança obrigatória | Dança obrigatória | Dança original | Dança original | Dança livre | Dança livre | Total  | Total |
| Atletas                               | Evento        | Pts.              | Pos.              | Pts.           | Pos.           | Pts.        | Pos.        | Pts.   | Pos.  |
| ------------------------------------- | ------------- | ----------------- | ----------------- | -------------- | -------------- | ----------- | ----------- | ------ | ----- |
| Isabelle Delobel Olivier Schoenfelder | Dança no gelo | 37.99             | 6º                | 58.68          | 7º             | 97.06       | 6º          | 193.73 | 6º    |
| Nathalie Péchalat Fabian Bourzat      | Dança no gelo | 36.13             | 9º                | 59.99          | 6º             | 94.37       | 7º          | 190.49 | 7º    |

### Patinação de velocidade
Masculino
| Atleta        | Evento       | Final    | Final |
| Atleta        | Evento       | Tempo    | Pos.  |
| ------------- | ------------ | -------- | ----- |
| Pascal Briand | 1500 metros  | 1:50.71  | 33º   |
| Alexis Contin | 5000 metros  | 6:19.58  | 6º    |
| Alexis Contin | 10000 metros | 13:12.11 | 4º    |

### Patinação de velocidade em pista curta
Feminino
| Atleta            | Evento      | Preliminar | Preliminar | Quartas     | Quartas     | Semifinal   | Semifinal   | Final       | Final       |
| Atleta            | Evento      | Tempo      | Pos.       | Tempo       | Pos.        | Tempo       | Pos.        | Tempo       | Pos.        |
| ----------------- | ----------- | ---------- | ---------- | ----------- | ----------- | ----------- | ----------- | ----------- | ----------- |
| Véronique Pierron | 500 metros  | 45.218     | 2º         | 1:10.899    | 4º          | Não avançou | Não avançou | Não avançou | Não avançou |
| Stéphanie Bouvier | 500 metros  | 44.376     | 3º         | Não avançou | Não avançou | Não avançou | Não avançou | Não avançou | Não avançou |
| Stéphanie Bouvier | 1000 metros | 1:36.199   | 2º         | 1:30.420    | 4º          | Não avançou | Não avançou | Não avançou | Não avançou |
| Stéphanie Bouvier | 1500 metros | 2:24.966   | 4º         |             |             | Não avançou | Não avançou | Não avançou | Não avançou |

Masculino
| Atleta                                                                               | Evento             | Preliminar | Preliminar | Quartas     | Quartas     | Semifinal   | Semifinal   | Final       | Final       |
| Atleta                                                                               | Evento             | Tempo      | Pos.       | Tempo       | Pos.        | Tempo       | Pos.        | Tempo       | Pos.        |
| ------------------------------------------------------------------------------------ | ------------------ | ---------- | ---------- | ----------- | ----------- | ----------- | ----------- | ----------- | ----------- |
| Thibaut Fauconnet                                                                    | 500 metros         | 41.730     | 1º         | 51.339      | 4º          | Não avançou | Não avançou | Não avançou | Não avançou |
| Thibaut Fauconnet                                                                    | 1000 metros        | 1:27.080   | 2º         | 1:26.213    | 4º          | Não avançou | Não avançou | Não avançou | Não avançou |
| Maxime Chataignier                                                                   | 1000 metros        | DSQ        | DSQ        | Não avançou | Não avançou | Não avançou | Não avançou | Não avançou | Não avançou |
| Maxime Chataignier                                                                   | 1500 metros        | DSQ        | DSQ        |             |             | Não avançou | Não avançou | Não avançou | Não avançou |
| Benjamin Mace                                                                        | 1500 metros        | 2:12.875   | 4º         |             |             | Não avançou | Não avançou | Não avançou | Não avançou |
| Jean-Charles Mattei                                                                  | 1500 metros        | 2:33.989   | 5º ADV     |             |             | 2:36.291    | 7º          | Não avançou | Não avançou |
| Maxime Chataignier Thibaut Fauconnet Benjamin Mace Jeremy Masson Jean-Charles Mattei | Revezamento 5000 m |            |            |             |             | 6:51.071    | 3º ADV      | 6:51.566    | 5º          |

### Salto de esqui
| Atleta                                                                     | Evento                  | Preliminar | Preliminar | 1ª rodada   | 1ª rodada   | Final       | Final       | Final       |
| Atleta                                                                     | Evento                  | Pontos     | Pos.       | Pontos      | Pos.        | Pontos      | Total       | Pos.        |
| -------------------------------------------------------------------------- | ----------------------- | ---------- | ---------- | ----------- | ----------- | ----------- | ----------- | ----------- |
| Emmanuel Chedal                                                            | Pista normal individual | 127.0      | 13º        | 120.0       | 21º         | 114.5       | 234.5       | 24º         |
| Emmanuel Chedal                                                            | Pista longa individual  | 135.1      | 10º        | 99.8        | 25º         | 125.7       | 225.5       | 13º         |
| Vincent Descombes Sevoie                                                   | Pista normal individual | 123.5      | 18º        | 113.5       | 29º         | 116.5       | 230.0       | 28º         |
| Vincent Descombes Sevoie                                                   | Pista longa individual  | 117.9      | 26º        | 101.0       | 23º         | 110.6       | 211.6       | 21º         |
| David Lazzaroni                                                            | Pista normal individual | 117.5      | 25º        | 101.0       | 47º         | Não avançou | Não avançou | Não avançou |
| David Lazzaroni                                                            | Pista longa individual  | 105.0      | 35º        | 85.6        | 34º         | Não avançou | Não avançou | Não avançou |
| Alexandre Mabboux                                                          | Pista normal individual | 97.5       | 50º        | Não avançou | Não avançou | Não avançou | Não avançou | Não avançou |
| Alexandre Mabboux                                                          | Pista longa individual  | 76.1       | 48º        | Não avançou | Não avançou | Não avançou | Não avançou | Não avançou |
| Emmanuel Chedal Vincent Descombes Sevoie David Lazzaroni Alexandre Mabboux | Pista longa por equipes |            |            | 419.8       | 9º          | Não avançou | Não avançou | Não avançou |

### Skeleton
| Atleta               | Evento    | 1ª corrida | 2ª corrida | 3ª corrida | 4ª corrida | Total   | Pos. |
| -------------------- | --------- | ---------- | ---------- | ---------- | ---------- | ------- | ---- |
| Gregory Saint-Genies | Masculino | 53.40      | 53.16      | 53.32      | 53.43      | 3:33.31 | 15º  |

### Snowboard
Halfpipe
| Atleta           | Evento    | Qualificatória | Qualificatória | Qualificatória | Semifinal   | Semifinal   | Semifinal   | Final       | Final       | Final       |
| Atleta           | Evento    | Corrida 1      | Corrida 2      | Pos.           | Corrida 1   | Corrida 2   | Pos.        | Corrida 1   | Corrida 2   | Pos.        |
| ---------------- | --------- | -------------- | -------------- | -------------- | ----------- | ----------- | ----------- | ----------- | ----------- | ----------- |
| Sophie Rodriguez | Feminino  | 30.1           | 34.5           | 11º            | 36.9        | 9.5         | 5º          | 34.4        | 8.3         | 5º          |
| Mirabelle Thovex | Feminino  | 14.6           | 24.0           | 20º            | Não avançou | Não avançou | Não avançou | Não avançou | Não avançou | Não avançou |
| Mathieu Crépel   | Masculino | 32.6           | 2.5            | 6º             | 37.2        | 22.6        | 4º          | 25.9        | 8.7         | 10º         |
| Arthur Longo     | Masculino | 34.5           | 32.4           | 10º            | Não avançou | Não avançou | Não avançou | Não avançou | Não avançou | Não avançou |
| Aluan Ricciardi  | Masculino | 25.4           | 37.9           | 4º             | 33.2        | 12.8        | 9º          | Não avançou | Não avançou | Não avançou |
| Gary Zebrowski   | Masculino | 31.6           | 18.7           | 8º             | 20.1        | 36.1        | 7º          | Não avançou | Não avançou | Não avançou |

Slalom gigante paralelo
| Atleta                | Evento    | Preliminar | Preliminar | Oitavas                | Quartas           | Semifinal           | Final                                   | Final             |
| Atleta                | Evento    | Pontos     | Pos.       | Adversário Tempo       | Adversário Tempo  | Adversário Tempo    | Adversário Tempo                        | Pos.              |
| --------------------- | --------- | ---------- | ---------- | ---------------------- | ----------------- | ------------------- | --------------------------------------- | ----------------- |
| Nathalie Desmares     | Feminino  | 1:25.71    | 18º        | Não avançou            | Não avançou       | Não avançou         | Não avançou                             | Não avançou       |
| Camille de Faucompret | Feminino  | 1:23.73    | 6º         | AUT I. Meschik D +4.88 | Não avançou       | Não avançou         | Não avançou                             | Não avançou       |
| Mathieu Bozzetto      | Masculino | 1:17.95    | 9º         | SWE D. Biveson V -0.36 | USA C. Klug V DNF | AUT B. Karl D +3.70 | Disputa pelo bronze RUS S. Detkov V DSQ | Medalha de bronze |
| Sylvain Dufour        | Masculino | 1:16.79    | 2º         | SLO R. Flander D +1.65 | Não avançou       | Não avançou         | Não avançou                             | Não avançou       |

Snowboard cross
| Atleta               | Evento    | Preliminar | Preliminar | Oitavas | Quartas     | Semifinal   | Final            | Final             |
| Atleta               | Evento    | Pontos     | Pos.       | Posição | Posição     | Posição     | Posição          | Pos.              |
| -------------------- | --------- | ---------- | ---------- | ------- | ----------- | ----------- | ---------------- | ----------------- |
| Déborah Anthonioz    | Feminino  | 1:27.49    | 7º         |         | 2º          | 2º          | 2º               | Medalha de prata  |
| Claire Chapotot      | Feminino  | 1:30.89    | 13º        |         | 4º          | Não avançou | Não avançou      | Não avançou       |
| Nelly Moenne Loccoz  | Feminino  | 1:27.31    | 6º         |         | 2º          | 3           | Pequena final 2º | 6º                |
| Paul-Henri de Le Rue | Masculino | 1:23.57    | 23º        | 3º      | Não avançou | Não avançou | Não avançou      | Não avançou       |
| Xavier de Le Rue     | Masculino | 1:21.33    | 4º         | 4º      | Não avançou | Não avançou | Não avançou      | Não avançou       |
| Tony Ramoin          | Masculino | 1:22.34    | 14º        | 2º      | 2º          | 2º          | 3º               | Medalha de bronze |
| Pierre Vaultier      | Masculino | 1:21.63    | 6º         | 1º      | 3º          | Não avançou | Não avançou      | Não avançou       |

Legenda
| Recorde mundial      | Recorde mundial (World record)               |                       | Recorde africano                      | Recorde africano (African) |                                           | Q | Classificado por posição (Qualified) |
| Recorde olímpico     | Recorde olímpico (Olympic record)            | Recorde da América    | Recorde da América (Americas)         | q                          | Classificado por melhor tempo (Qualified) |   |                                      |
| Melhor marca do ano  | Melhor marca do ano (World leading)          | Recorde asiático      | Recorde asiático (Asian)              | DNS                        | Não largou (Did not start)                |   |                                      |
| Recorde nacional     | Recorde nacional (National record)           | Recorde europeu       | Recorde europeu (European)            | DNF                        | Não terminou (Did not finish)             |   |                                      |
| Recorde pessoal      | Recorde pessoal do atleta (Personal best)    | Recorde da Oceania    | Recorde da Oceania (Oceania)          | DSQ / DQ                   | Desclassificado (Disqualified)            |   |                                      |
| Recorde da temporada | Recorde da temporada do atleta (Season best) | Recorde sul-americano | Recorde sul-americano (South America) | NM                         | Sem marca (No mark)                       |   |                                      |